# 广州地铁21号线
广州地铁21号线是广州地铁的路线之一，屬通勤鐵路。大致呈东西走向，连接增城区、黃埔區与天河区，是首批按照「大站快線」建設的路線。代表色是绀色。
2018年12月28日，镇龙西至增城广场段共26.2公里开通；員村至鎮龍西段共35.3公里于2019年12月20日開通。
21号线开通初期为了能与现有轨道交通衔接，利用了11号线的区间由天河公园延伸至员村以衔接5号线。2024年10月2日起，该区段启用拆解改造施工以便配合11号线开通，21号线南端起讫站由员村站调整为天河公园站，线路總長度因此縮减至60.5公里。

## 概要
21号线起于天河区天河公园内西南角的同名车站，经过天府路、棠德南路、大觀南路及規劃高唐大道，進入黃埔區（原萝岗区）科学城。再往東沿科學大道、開泰大道、科豐路和水西路行進，然後轉入原廣汕公路（324國道）東側，穿越沿線山嶺。隨後大致沿原廣汕公路（324國道）行進，經過鎮龍、增城區中新鎮、朱村鎮（規劃教育城），進入增城大道後於荔城街道的增城广场站終止。
线路全长约60.5公里，其中地下线长约39.1公里，穿山隧道6.8公里，地上线14.7公里。
線路設置鎮龍車輛段（與14號線共用），位於鎮龍站北側。同時設置兩座停車場：位於山田站以東的象嶺停車場和位於水西站以北的水西停車場。

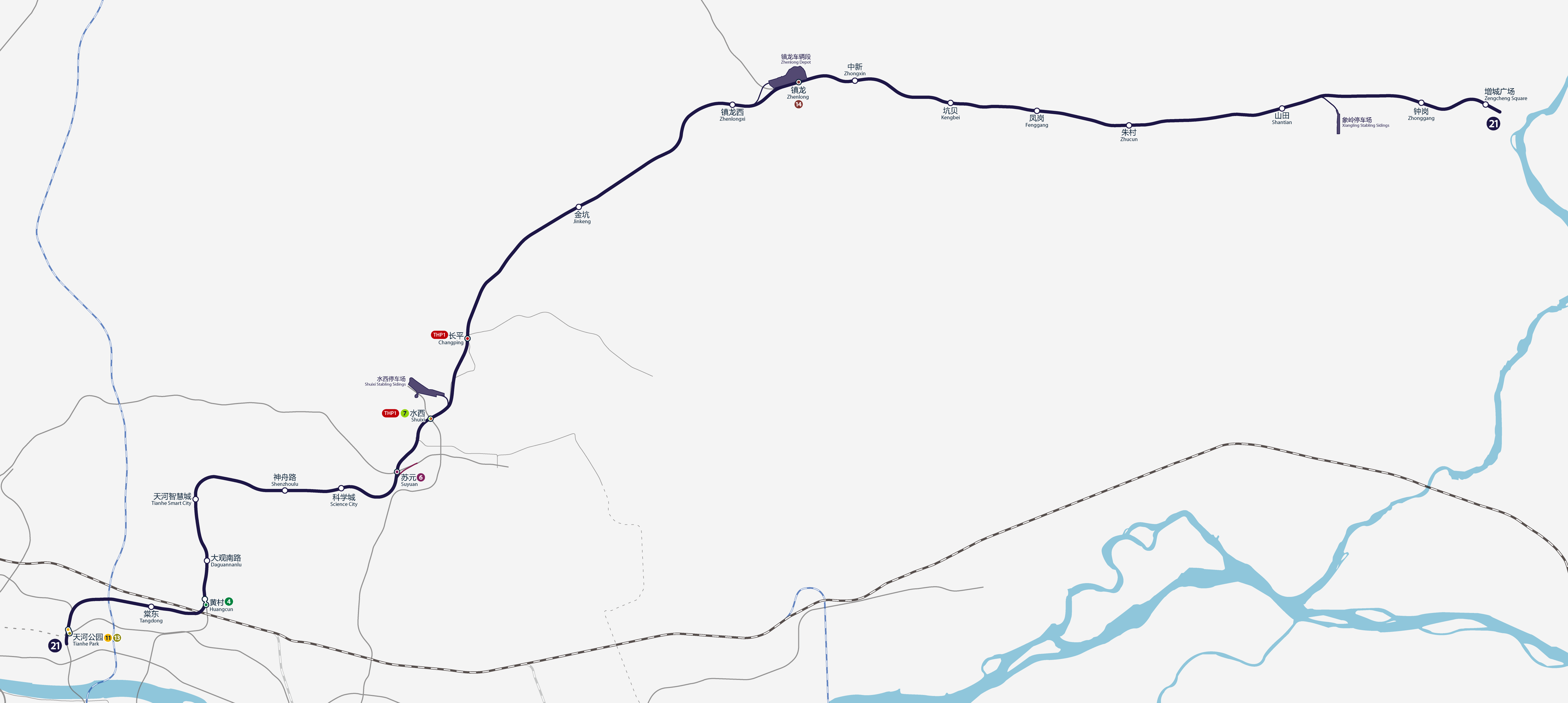
21號線線路圖，按真實走向比例繪畫

## 历史

### 规划
21号线黄村至水西段原本属于4号线北延段，2010年底，为促进东部的蘿崗北部和增城的发展，这一段規劃被独立并向两端延长，成为21号线。因配合21号线的快线定位，黄村至水西段部分车站曾被取消，当时规划设17个车站。
2012年8月13日，环保部开始第二次环评公示，与此前公布的站点不同的是，增加了智慧城站（現天河智慧城站）。同年8月14日，环评公示修改，珠吉路站拆分為神舟路站和科学广场站（現科學城站），至此黄村至水西段原规划的所有车站均恢复设置。9月7日，环评公示再次修改：中新站西移，新增中新东站（現坑貝站）；同时，镇龙车辆段亦往南移。2013年5月6日，根据公开的施工监理招标公告，水西—长平站前区间改为地下。2015年4月29日，廣州地鐵發佈車站設計招標公告，明確21號線再增加一個朱村東站（現朱村站），车站数目确定为21个。
由于21号线进行进一步规划的时候，预计到通车之时途经21號线規劃終點天河公园站的11号线和13号线兩條市區線路仍未通车，導致天河公園終點站成為「斷頭路」，因此在初期先行建设并借用属于11号线的天河公园—员村区间，暫時把該線與5號線交匯，從而令21號線接入5號線，更好地融入市区线网。

### 建设

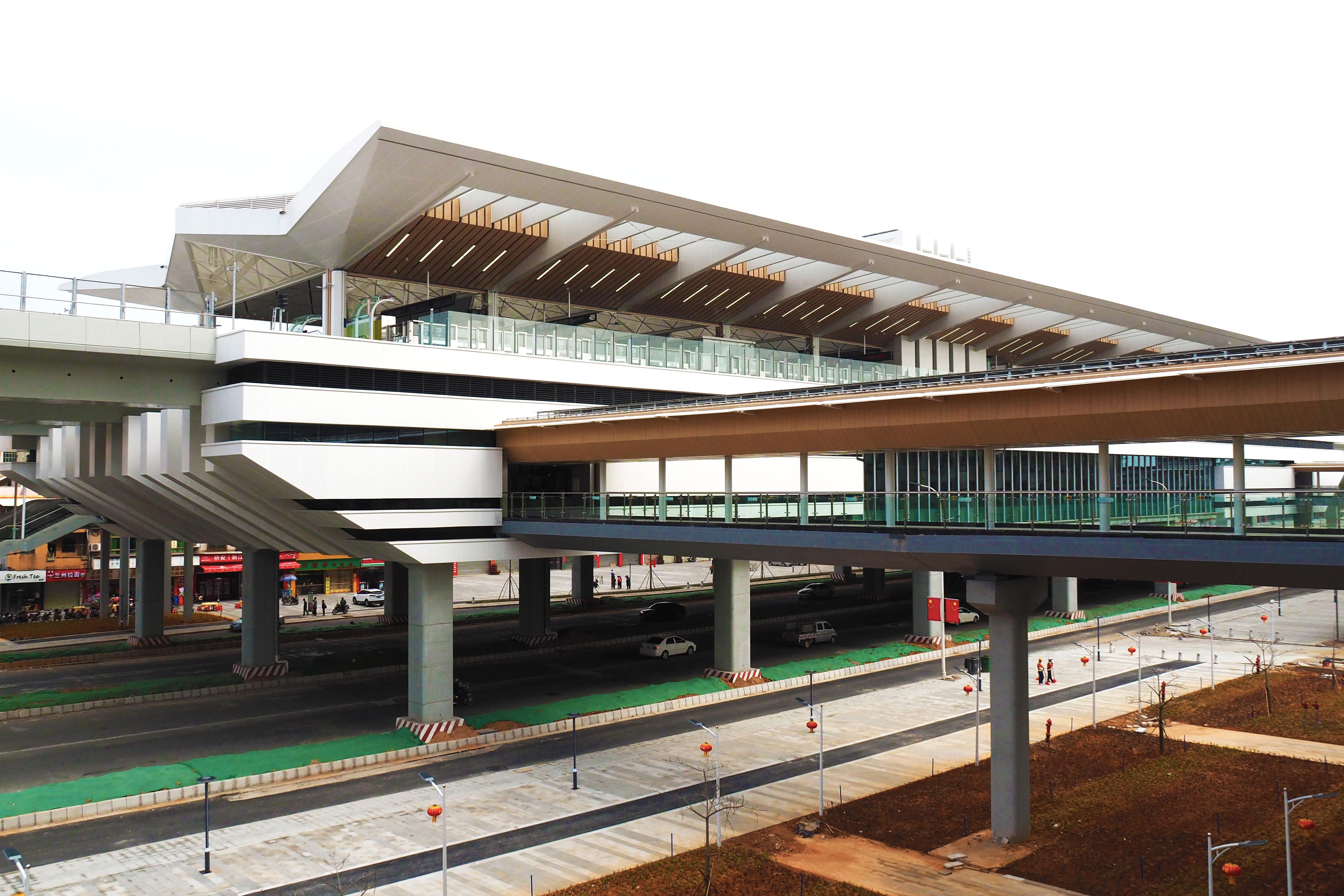
朱村站站房

21号线勘察于2012年4月开始现场勘察工作。钟岗站作为全线试验性工点，于2013年11月15日率先开工。2014年2月，二十一号线工程可行性研究报告获得廣東省发改委批复，可以正式动工建设。增城广场站作为首个非实验性工点，于2014年6月27日开工。而全线首台盾构机于2016年3月21日在钟岗至增城广场区间右线隧道始发。
2015年11月30日，钟岗站主体结构封顶，为全线首个封顶车站。2018年8月，天河公園站主體結構封頂，標誌着二十一號線所有車站完成主體結構工程。
2018年7月30日，镇龙至增城广场段轨行区移交运营部门进行调试。同年10月30日，首通段全部車站及軌行區從建造事業總部將屬地管理權、調度指揮權、設備操作維護使用權移交給營運事業總部，隨即進入營運調試階段。
2019年1月，天河智慧城站至大觀南路站盾构隧道完工，标志着21號线全线隧道贯通。同年5月31日，剩餘段全線路軌貫通。6月10日，剩餘段全線送電成功。剩餘段部分車站及全線軌行區已於7月15日從建造事業總部陸續將屬地管理權、調度指揮權、設備操作維護使用權移交給運營事業總部。
2019年8月23日，全綫开始按營運時刻表演練，首通段（鎮龍西-增城廣場）保持目前營運服務水平，圖定快车在此段将停站，但不會开门载客；進入剩餘段（員村-金坑）後所有列車不載客運行，只停站测试开关车门及站台屏蔽门。

### 运营
2018年12月28日12时28分，21號線鎮龍西站至增城廣場正式開通試運營。2019年12月20日6时，21号线后通段（员村-镇龙西）正式通车。
2022年8月1日起，21号线上线强弱冷车厢，与18号线、22号线一样，首尾两节车厢设置为弱冷车厢，其余车厢为强冷车厢，两种模式下的车厢温度相差约为1至2度。
因11号线即将通车，2024年10月2日起，本线路的南端终点站由员村站正式调整为天河公园站，天河公园至员村段停运进行拆解改造施工以歸還予11號線營運。同时，天河公园往增城广场方向的末班车亦自该日起延后约13分钟。

## 车站
21号线共设有20座车站，其中地下站16座，高架站4座。
值得一提的是，神舟路站、水西站、金坑站、镇龙西站、中新站、朱村站、山田站设置了越行线或待避线，用于实现慢车待避。
| 車站編號 | 站名及配色 | 站名及配色 | 快车               | 换乘路线            | 所在地                                        | 啟用時間       | 车站形式                 |
| 21號線 | 21號線     | 21號線     | 21號線             | 21號線              | 21號線                                        | 21號線         | 21號線                   |
| --- | ---------- | ---------- | ------------------ | ------------------- | --------------------------------------------- | -------------- | ------------------------ |
| 2102 |            | 天河公园   | ●                  | 11号线 1104、13号线 | 天河區                                        | 2019年12月20日 | 地下双岛式站台[L11]      |
| 2103 |            | 棠东       | ●                  |                     | 天河區                                        | 2019年12月20日 | 地下岛式站台             |
| 2104 | 黃村       | ●          | 4号线 424 天河東站 |                     | 天河區                                        | 2019年12月20日 | 地下岛式站台             |
| 2105 | 大观南路   | ｜         |                    |                     | 天河區                                        | 2019年12月20日 | 地下岛式站台             |
| 2106 | 天河智慧城 | ●          |                    |                     | 天河區                                        | 2019年12月20日 | 地下岛式站台             |
| 2107 | 神舟路     | ●          |                    | 黃埔区              | 地下岛式站台，帶越行線                        | 2019年12月20日 |                          |
| 2108 | 科学城     | ｜         |                    | 黃埔区              | 地下岛式站台                                  | 2019年12月20日 |                          |
| 2109 | 苏元       | ●          | 6号线 630          | 黃埔区              | 地下岛式站台                                  | 2019年12月20日 |                          |
| 2110 |            | 水西       | ●                  | 黃埔区              | 7号线 719 地铁水西站：黄埔有轨1号线 THP106    | 2019年12月20日 | 地下岛式站台，帶越行線   |
| 2111 |            | 长平       | ｜                 | 黃埔区              | 地铁长平站：黄埔有轨1号线 THP110              | 2019年12月20日 | 高架側式站台             |
| 2112 |            | 金坑       | ｜                 | 黃埔区              |                                               | 2019年12月20日 | 高架双岛式站台，帶待避線 |
| 2113 |            | 镇龙西     | ｜                 | 黃埔区              |                                               | 2018年12月28日 | 地下雙岛式站台           |
| 2114 |            | 镇龙       | ●                  | 黃埔区              | 14号线 知識城支線 1422 镇龙站：新白广城际铁路 | 2018年12月28日 | 地下雙岛式站台[L14]      |
| 2115 |            | 中新       | ｜                 |                     | 增城区                                        | 2018年12月28日 | 地下岛式站台，帶越行線   |
| 2116 | 坑贝       | ｜         |                    | 地下岛式站台        | 增城区                                        | 2018年12月28日 |                          |
| 2117 | 凤岗       | ●          |                    | 地下岛式站台        | 增城区                                        | 2018年12月28日 |                          |
| 2118 |            | 朱村       | ｜                 |                     | 增城区                                        | 2018年12月28日 | 高架双岛式站台，帶待避線 |
| 2119 |            | 山田       | ｜                 |                     | 增城区                                        | 2018年12月28日 | 高架双岛式站台，帶待避線 |
| 2120 |            | 钟岗       | ｜                 |                     | 增城区                                        | 2018年12月28日 | 地下岛式站台             |
| 21 |            | 增城广场   | ●                  |                     | 增城区                                        | 2018年12月28日 | 地下岛式站台             |
| 註釋 |            |            |                    |                     |                                               |                |                          |
| - 所有以斜体标识的线路和车站均未开通。 - L11 21號線與11號線共用，其中21號線使用内側。 - L14 21號線與14號線共用，其中21號線使用外側。 |            |            |                    |                     |                                               |                |                          |
| 论 编 |            |            |                    |                     |                                               |                |                          |

### 换乘站
21号线现时有5座換乘站。
已投入使用
- 天河公园站：换乘11号线。11、13、21号线車站統一設計，分期建成。其中11號線與21號線兩線大致平行，为雙島四線站台平行換乘。
- 黄村站：换乘4号线。两线大致平行，但4号线建设期间無预留，且21號線的車站比4號線車站偏北，因此为站厅通道换乘。因通道較長，設有自動人行道。
- 苏元站：换乘6号线。两者分期建设，T字型节点换乘。本站設計時並不是轉乘站，後來在6號線動工後突然確定為轉乘站，才緊急停工並更改設計作出預留。
- 水西站：换乘7号线。本站設計時並不是轉乘站，後來在21號線動工後突然確定為轉乘站，才更改設計作出預留。為站台節點換乘及站廳換乘。
- 镇龙站：换乘14号线知识城支线。14號線和21號線两者同期建设，雙島四線式平行换乘。

未来换乘站
- 增城广场站：换乘正在规划中的的16号线。21號線在建設時已预留T字型节点换乘。

未来扩建的换乘站
- 天河公园站：换乘13号线。11、13、21号线車站統一設計，分期建成。11、21号线与13号线為站台節點换乘。

## 行車安排

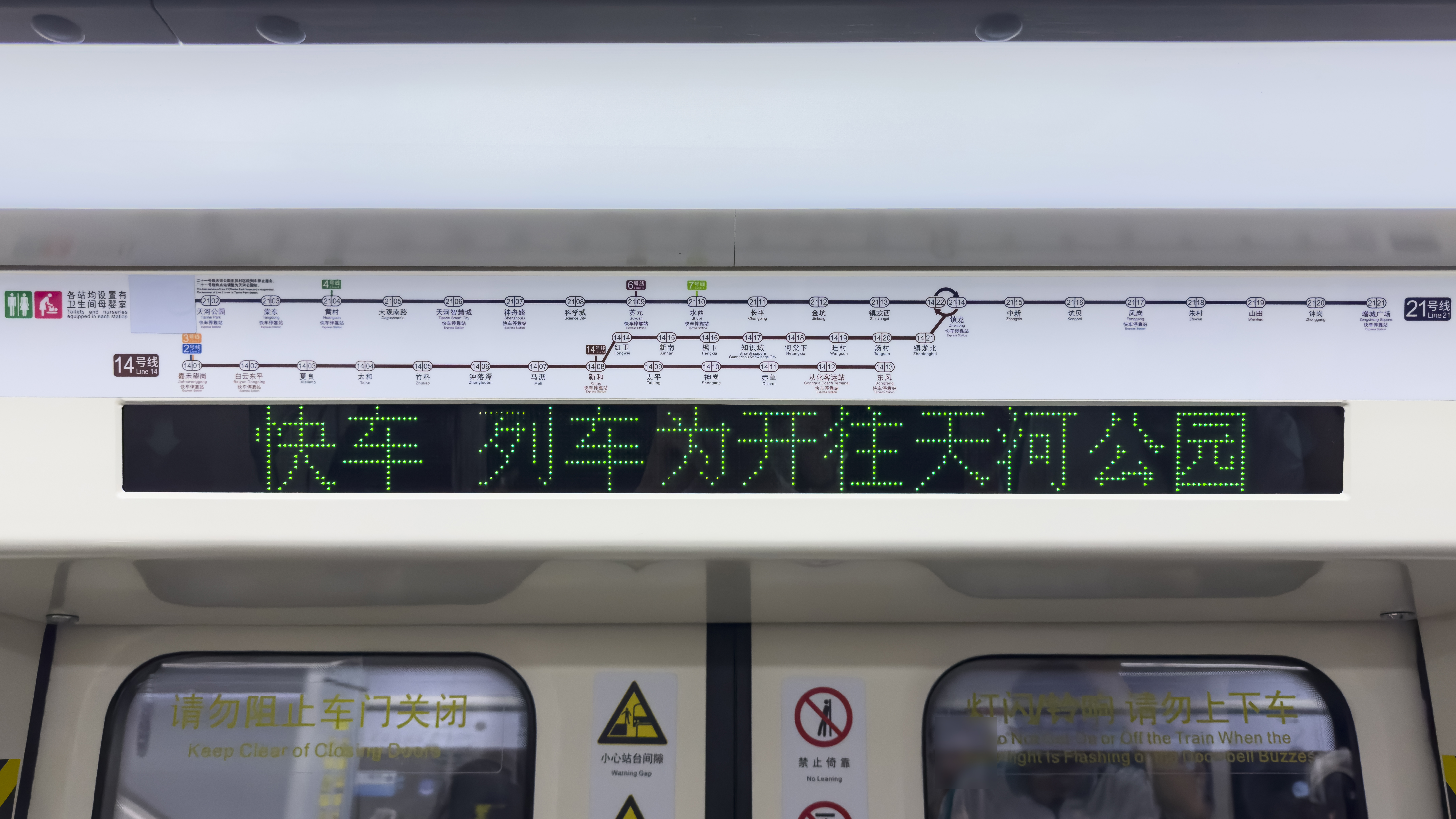
21号线快车内LED走字屏使用绿色的文字，并有“快车”字样

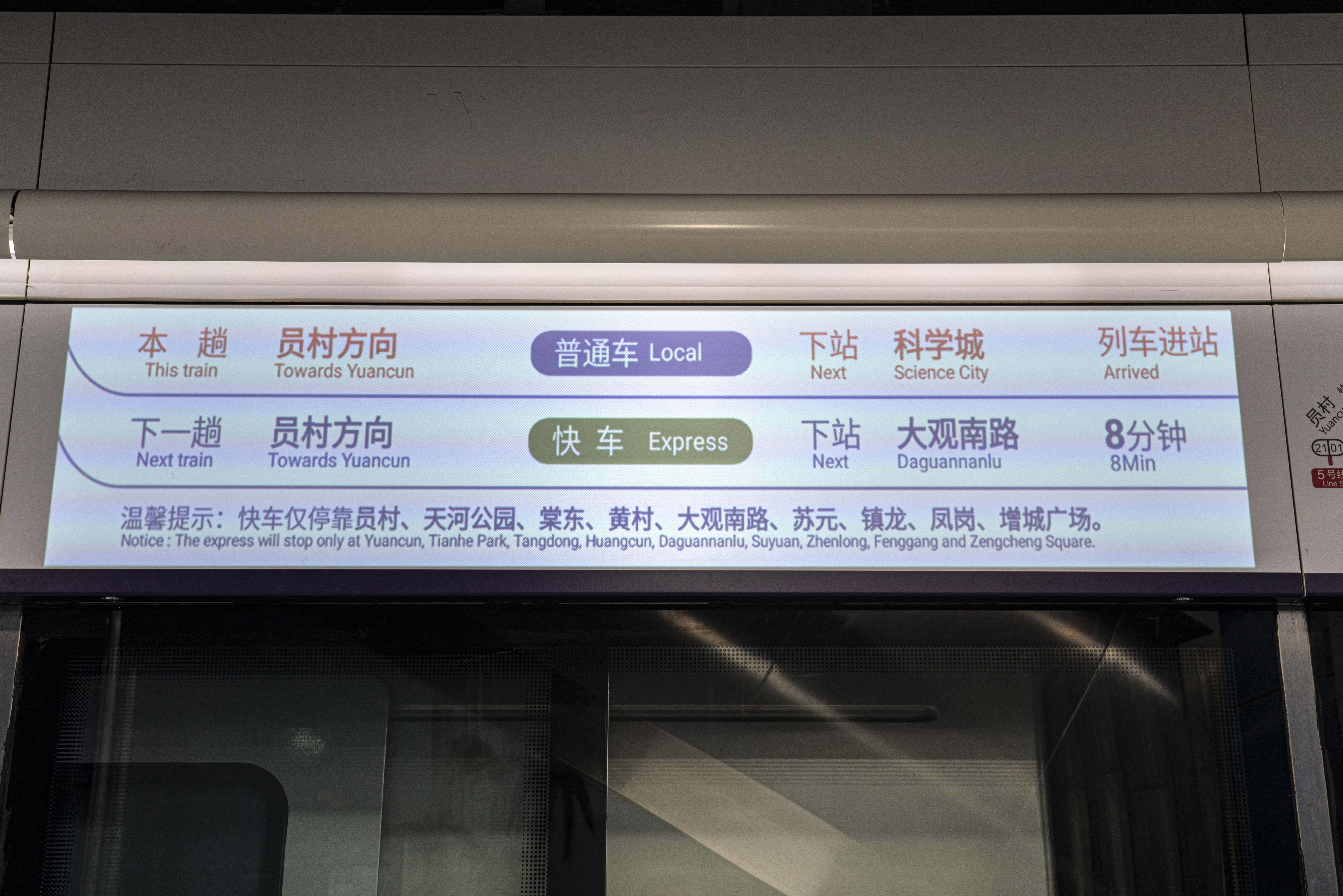
21号线地下车站月台设置的投影显示了下两班列车的种类、下一站、终点站和到达时间，其中快车会以绿色框显示

21號線目前採取快慢車形式運營，普通车和快車开行比例约为4:1。開行安排如下：
- 天河公園－增城廣場，普通车（各站停車），约8-12分钟一班。
- 天河公园－增城廣場，快車（停車站：天河公園、棠東、黃村、天河智慧城、神舟路、蘇元、水西、鎮龍、鳳崗、增城廣場），工作日高峰期约30分钟一班，平峰期约48分钟一班；周六日高峰期约40分钟一班，平峰期约48分钟一班。
- 天河公園－水西，短线普通车（各站停车），早晚高峰开行[20]，开行后该区段普通车间隔约为4分钟。

現時21號線所有列車在報站前均會提醒乘客該班列車的種類和方向，車載走字屏更會因應列車種類使用不同的顏色顯示：慢車為紅色文字，快車則為綠色文字。全線車站月台顯示屏均有顯示接下來三班列車的種類、終點站和到達時間。
因全線班次均以普通車為主，超過半小時才有一班快車開出，現時快車停靠站各站均會公佈途经該站的快車班次時刻表，供乘客參考。另外亦会在节假日期间会启用不同于工作日及周六日的快車班次时刻表。
21号线在2020年7月6日起，工作日早高峰时段加开天河公园至水西的短线普通车；2021年2月18日起，工作日早晚高峰時段均有开行短线普通车。此后地铁方面根据客流情况数次调整了短线普通车的开行情况，现时在工作日早高峰开行6列、晚高峰开行5列。
2021年7月24日起，快车增停天河智慧城站和神舟路站，而大观南路站设为非快车停靠站。2023年8月29日起，快车增停水西站。

## 乘客量
21號線在2018年底开通时只有東段线路，只能換乘14號線支線，未能直接進入廣州市區。雖然當時14號線支線加開了鎮龍來往嘉禾望崗的快車，以求儘量縮短21號線沿線來往市區的時間，但因路線迂迴，換乘次數多，對沿線居民吸引力有限。當時21號線客流僅以來往沿線鎮街及荔城的乘客為主。
而2019年底全线正式开通後，因線路連接了廣州市區、广州科学城、黃埔區、增城區北部的荔城等各鎮街，成為聯通廣州市區和東部外圍地區的重要交通途徑，亦吸引了不少在廣州科學城上班的通勤乘客，客流亦開始明顯增加。全線開通运营首日，21号线客运量达23.49万人次，相较于12月13日增幅近19.43万人次。而快車模式亦同樣受到乘客歡迎，不少長途乘客亦會特意查看時刻表以等候快車，從而節約乘車的時間。惟現時21號線班次仍較為疏落，早晚高峰期間來往市區和科學城一段更會出現拥挤的情況，员村至水西段在全线开通半年后的满载率最高超过100%，而全线的日均客流量由3.4万人次增加到18.1万人次，近80%的客流集中于员村至水西段。在2024年，21号线的日均客流量为28.57万人次；而2021年12月31日，21号线日均客流量达36.80万人次，打破该线客流量记录。
另一方面，在线路开通前的运营快慢线设计中，作为与规划19号线换乘的大觀南路站獲得指定為快車停靠站。而线路开通后的初期，快車停靠站之一的大觀南路站由于周边设施未完善，导致出入站客流甚少。而未能獲指定為快車停靠站的天河智慧城站以及神舟路站，由于周边有写字楼等建筑以及完善的接驳交通，导致上述两站的出入站客流较多。這種資源錯配的現象亦為不少乘客所詬病。广州地铁其后决定自2021年7月24日起，快车增加停靠天河智慧城站和神舟路站，同时不再停靠大观南路站。

## 列车

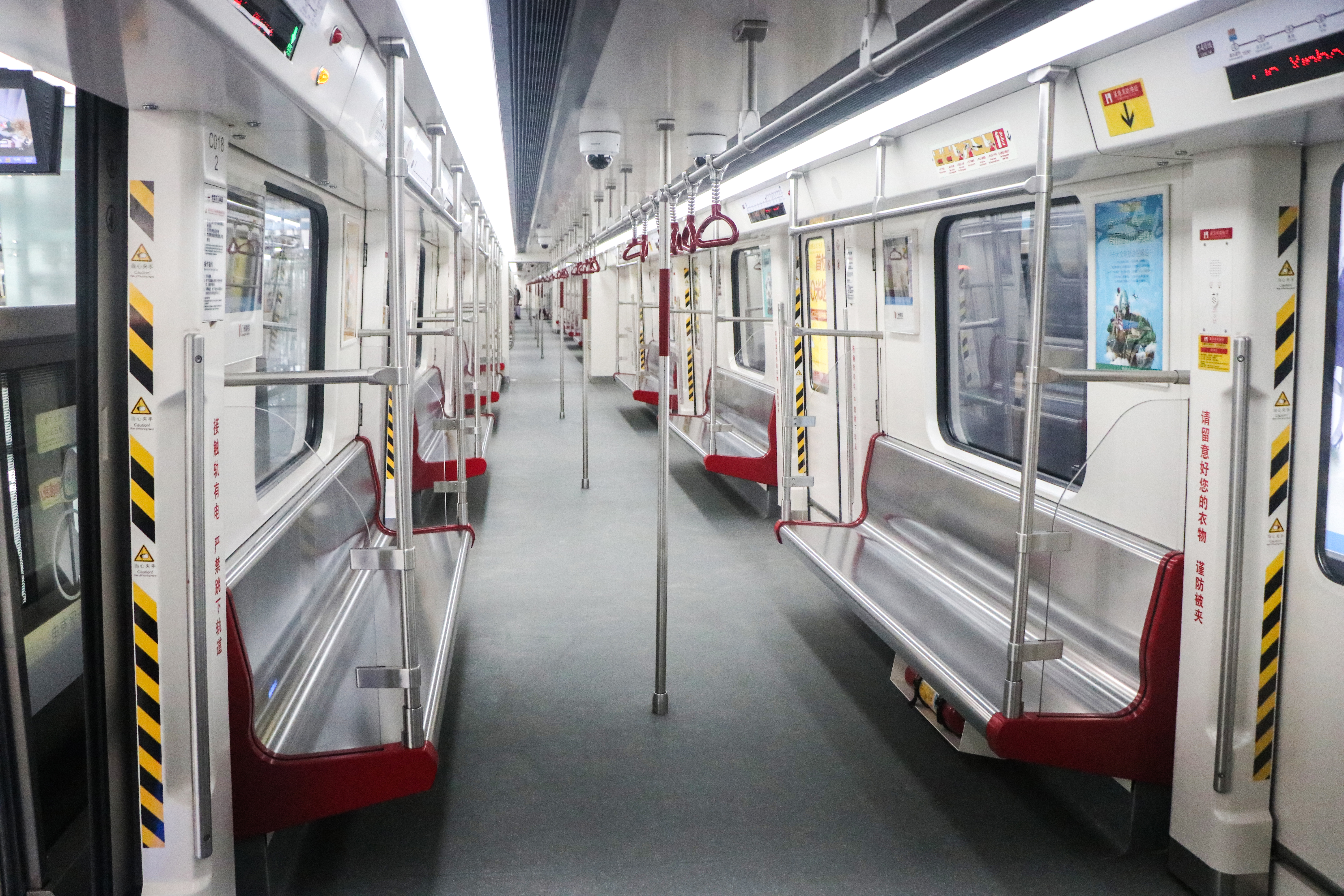
21号线列车内部

21号线采用6辆B型编组，最高时速120km/h的列车。列車由中車株洲電力機車负责制造，除首列列車（21x001-21x002）於株洲主厂生產外，其餘列車均在中車株洲電力機車公司屬下的廣州中車軌道交通裝備公司生產。该批列车共生产33列（198辆）。
为满足列车在两线之间常态化调配的需要，2023年底起，二十一号线列车（B8型）和十四号线列车（B7型）的车内线路图被逐步更换为14号线+21号线共用线路图，而十四號線列车（B7型）亦于2024年5月19日首次在21号线载客运营。目前，21号线工作日早高峰最高上线列车数为31列，晚高峰则为30列。

## 事件

### 2018年蘇元至水西盾构区间建设事故
2018年1月25日下午5时左右，蘇元至水西左線盾构区间，盾构机带压开仓动火作业时，焊机电缆线短路引起火灾，造成3名仓内工作人员失蹤，而施救过程中土仓压力急速下降，掌子面土体失稳，突发坍塌，最後造成3人死亡。事故發生後，施工單位虛報意外發生時間是「2018年1月26日上午7时左右」，以及意外事件為「盾构机在换刀作业时隧道突发塌方」。該標段施工单位為中铁十四局集团有限公司，监理单位為广东至艺工程建设监理有限公司。

### 神舟路站进水事故
2021年7月30日中午，广州出现短时强降雨天气。12时46分许，因神舟路站正在施工的预留出入口工地所在地势较低、排水不畅，工地积水不断升高，后冲垮地面挡水墙，导致地面积水通过通道涌入车站。地铁公司于13时14分宣布该站暂停服务，13时20分再宣布21号线黄村至苏元段暂停服务，黄村至员村、苏元至增城广场执行小交路运行，21号线快车亦暂停服务。滞留在神舟路站的乘客随后被疏散，进水点亦被封堵；地铁公司同时安排应急接驳公交行走于黄村至苏元段。同日19时15分，地铁公司宣布21号线双向恢复通车，应急接驳公交终止服务；神舟路站则在同日20时恢复运营。这次事故因10天前郑州地铁才发生严重水浸事故而引起关注，所幸未造成人员伤亡。
事后调查显示，工地施工单位为防止泥浆水污染乌涌，在雨水井位置违规设置了挡水墙，降低了雨水管道排水能力；而其自行设置的临边防护墙达不到原有的防淹能力。施工单位中铁隧道集团和监理单位石家庄铁源工程咨询有限公司，以及其相关负责人，被调查组建议给予行政处罚或政纪处分。

## 未来发展

### 东延
21号线增城廣場站已预留延伸條件，未來可繼續往東延伸，跨過增江進入東岸的增江街道及更遠地區。根据广州市人民政府2022年8月发布的《广州市轨道交通线网规划（2018-2035年》，21号线西端终点站为天河公园站，东端终点站为广工华立学院站，全长70.5公里。